# مارشال (نيويورك)
مارشال (بالإنجليزية: Marshall, New York)‏ هي بلدة أمريكية تقع في الولايات المتحدة في مقاطعة أونيدا، نيويورك. يقدر عدد سكانها بـ 2,131 نسمة ومساحتها 85.0 كم2 وترتفع عن سطح البحر 353 متر.